# Smithia conferta
Smithia conferta es una especie de planta floral del género Smithia, categorizada en la tribu Dalbergieae, de la subfamilia Faboideae.

## Distribución
Especie nativa de Asia: China, India, Birmania, Nepal, Filipinas, Sri Lanka, Vietnam y Australia. Crece en el bioma tropical.

## Taxonomía
Fue descrita por James Edward Smith.
Tratamiento taxonómico
La especie aparece registrada y publicada en A.Rees, Cycl. 33: n.° 2 (1816).